# Siboglinum tenue
Siboglinum tenue är en ringmaskart som beskrevs av Ivanov 1960. Siboglinum tenue ingår i släktet Siboglinum och familjen skäggmaskar. Inga underarter finns listade i Catalogue of Life.